# Allington (äpple)

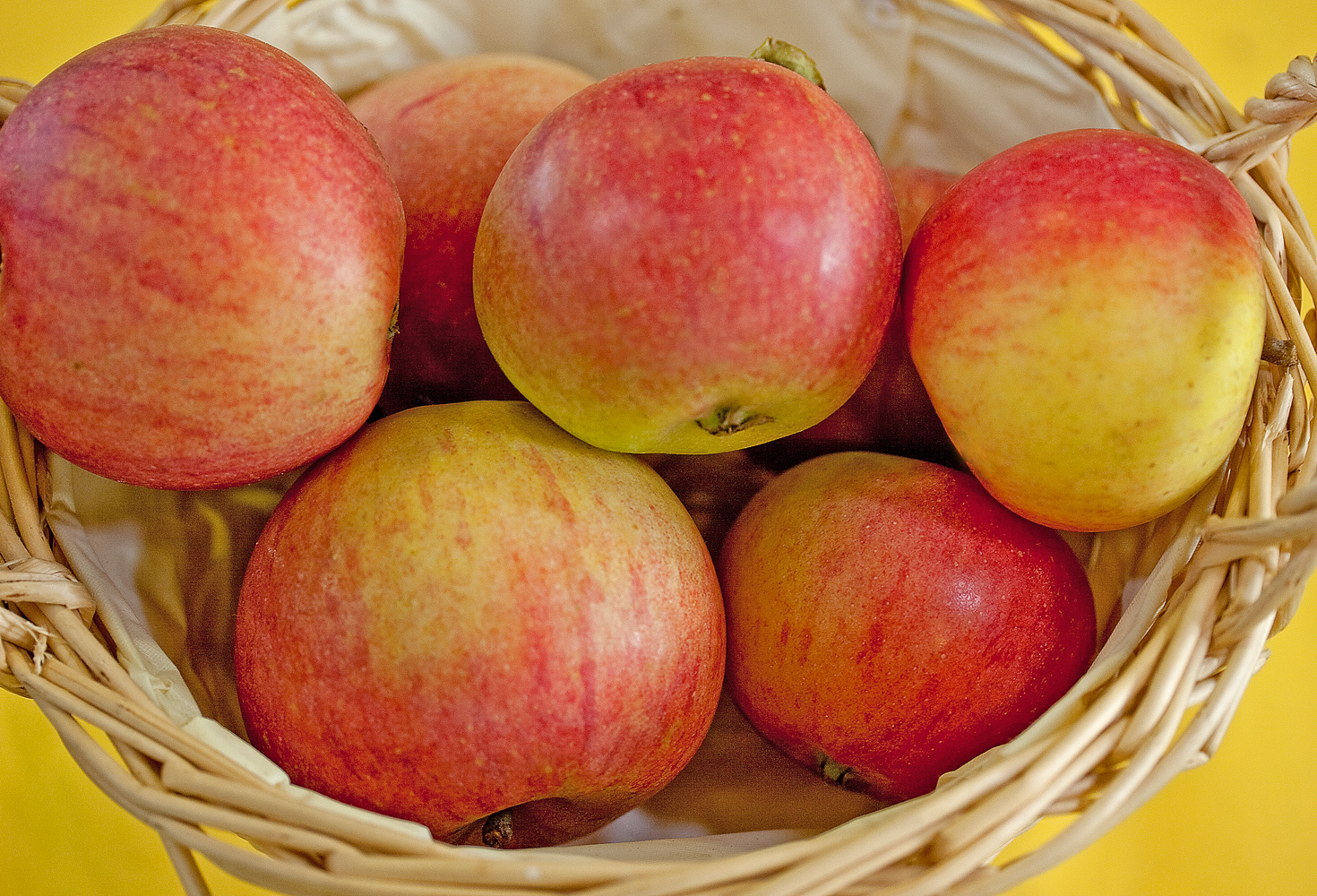
Allington

Allington är en äppelsort, vars ursprungsland är England, mer precist Lincolnshire.  Äpplet är känt sedan 1884. . Äpplets skal är grönt och närmast rosa, köttet är saftigt, svagt syrligt, och smakar sött. Äpplet mognar i Sverige under december-januari. I Storbritannien är Allingtons säsong omkring november-december.  Allington passar både i köket såsom ätäpple. Äpplet pollineras av bland annat Cox Pomona och Filippa. I Sverige odlas Allington gynnsammast i zon 1. Typisk storlek: Bredd 70mm, höjd 61mm, stjälk 3x15mm.
C-vitamin 12mg/100gram. Utmärkt till beredning av must.

### Fotnoter
1. 1 2 3  Artikel på Keepers Nursery Arkiverad 22 maj 2009 hämtat från the Wayback Machine. Läst 31 maj 2009
2. ↑  The English Apple av Rosanne Sanders, utgiven av Phaidon Oxford 1988.
3. ↑  Pomologi, C.G. Dahl, 1943.